# کنستانتین پطروسیان
کنستانتین هراندی پطروسیان (ارمنی: Կոնստանտին Հրանտի Պետրոսյան؛ زادهٔ ۱۲ اوت ۱۹۴۶) رهبر ارکستر، آهنگساز و نوازنده پیانو اهل ارمنستان است.

## زندگی‌نامه
وی در ۱۲ اوت ۱۹۴۶ در ایروان به دنیا آمد و از مدرسه موسیقی سایات‌نووا، کالج دولتی موسیقی رومانوس ملیکیان (۱۹۶۵) و کنسرواتوار دولتی کومیتاس ایروان (۱۹۷۳) فارغ‌التحصیل شد. وی در کالج دولتی موسیقی رومانوس ملیکیان و اتحادیه آهنگسازان تدریس و فعالیت کرده است. پتروسیان از سال ۱۹۷۶ عضو اتحادیه آهنگسازان ارمنستان می‌باشد. وی همچنین برندهٔ جوایزی همچون «مرد سال ایالت رود آیلند» (۱۹۹۶)، مدال موسس خورناتسی (۲۰۱۳) و نشان افتخار ساهاک مقدس-مسروپ مقدس (۲۰۱۴) و چهره هنری شایسته جمهوری ارمنستان (۲۰۲۲) شده است.

## برگزیده آثار
ارکستری
- پوئم سمفونیک (۱۹۷۱)
- گفت‌آواز (۱۹۷۲)
- کنسرتو برای ارکستر زهی (۱۹۷۳)

موسیقی مجلسی
- تریو برای فلوت، فاگوت و پیانو (۱۹۶۴)
- سونات برای ویولن و پیانو (۱۹۶۵)
- کوارتت زهی (۱۹۶۷)
- پنج‌نوازی برای بادهای شماره ۱ (۱۹۷۱)
- سونات برای ویولا سولو (۱۹۷۵)
- سونات برای ترومبون و پیانو (۱۹۸۴)
- سونات برای ترومپت و پیانو (۱۹۸۵)
- سونات برای فاگوت و پیانو (۱۹۸۶)
- پنج‌نوازی برای بادهای شماره ۲ (۱۹۸۶)
- گفت و گوها برای ویولن و ویولنسل (۱۹۸۷)
- سونات برای کلارینت و پیانو (۱۹۸۸)
- ۴ مینیاتور برای کوارتت زهی (۱۹۹۱)
- سوئیت برای فلوت و کلارینت (۲۰۰۲)
- سونات برای فلوت و پیانو (۲۰۰۴)
- سونات برای ابوا و پیانو (۲۰۰۶)

پیانو
- سوئیت (۱۹۷۹)

آوازخوانی
- Bnoutyan lezuov برای باریتون و پیانو (۱۹۷۴); کلام اثر گاریک باندوریان
- Karotee kanch برای سوپرانو همراه با پیانو (۱۹۷۷); کلام اثر سیلوا کاپوتیکیان
- Tagher برای باریتون، پیانو، ویولنسل و پرکاشن (۱۹۸۴); کلام اثر پتروس دوریان
- Hayastan برای تنور، گروه کر و پیانو (۱۹۸۴); کلام اثر نانسن میکائلیان
- کنسرتو برای آوازخوانی و گروه بزرگ (۱۹۸۶)
- Diramayr برای سوپرانو، گروه کر و پیانو (۱۹۹۲); کلام اثر ان. واناگان
- Menakhosutyun برای سوپرانو همراه با پیانو (۲۰۰۳); کلام اثر رازمیک داوویان
- Hayrenee Ghoghanjner (Chimes of the Homeland), سیکل برای گروه کر آکاپلا زنان (۲۰۰۳)

## یادداشت
1. ↑  Ռոդ Այլնդ Նահանգի «Տարվա Մարդ»